# 信田一風
信田 一風（のぶた いっぷう、明治14年（1881年） - 昭和18年（1943年）、本名：信田直四郎）は、明治〜昭和時代の日本画家。

## 経歴
明治14年、栃木県根本（真岡市）の漢方医者の二男として生まれる。漢学を東台村の随光寺の覚菩姉に師事するも、塾内にては専ら絵筆を振り破門（当時13歳）。その後、画工矢橋夫箔の門に入り、花、鳥、山水、人物、と師法を学び、明治29年の秋、東京の鳥越に住する。その後、容斎派の松本楓湖に師事。帝展（現日展）等にも出品。特に人物画を得意とし、歴史画、仏画の百観音なども得意とする。明治39年と43年に福島地方にて画会を開く。昭和に入り、南千住の石浜神社に「天照大神」「猿田彦大神天孫降臨の画」を奉納。また、現存する一風の画として新潟県の弥彦神社 の皇族の間には「太平楽」「朝焼け富士の街」がある。栃木県真岡市の能仁寺本堂の間には「円頂のつる」がある。昭和18年12月没。享年63。

## 主な作品

### 絵画
- 太平楽（新潟県弥彦神社の皇族の間に収蔵）
- 円頂のつる（栃木県真岡市能仁寺本堂の間）